# A. Weichert Verlag
Der A. Weichert Verlag war ein Verlag in Berlin und Hannover von 1872 bis 2002.

## Geschichte

### Berlin 1872–1944
1872 gründete August Weichert den Verlag von A. Weichert in Berlin. Er gab dort Unterhaltungsliteratur in billigen Ausgaben heraus, Abenteuerromane, Kriminalgeschichten und Jugendbücher. Ein besonderer Verkaufserfolg waren Kolportageromane, die von Verkäufern an Wohnungstüren für etwa 10 Pfennig pro Stück verkauft wurden, und meist aus vielen Fortsetzungen bestanden. Seit den 1890er Jahren gab es auch einige Klassikerausgaben zu niedrigen Preisen.
Um 1900 wurde der Verlag als größter Volksschriftenverlag im Deutschen Reich bezeichnet. In dieser Zeit arbeiteten über 200 Mitarbeiter für das Unternehmen.
Nach dem Tod des Firmengründers 1904 übernahmen die Söhne Otto und Max Weichert die Leitung. In den 1920er Jahren gab es über dreihundert ständig lieferbare Titel, darunter Opern- und Schauspielführer, sowie russische Belletristik.
Nach 1933 stellte sich das Programm auf die neuen politischen Verhältnisse ein.
1944 wurde der A. Weichert Verlag wie die meisten anderen deutschen Buchverlage  aufgelöst.

### Ost-Berlin 1946–1952
Bereits 1946 gelang es dem Miteigentümer Hans Limberg als einem der ersten, für den Verlag eine neue Lizenz von der Sowjetischen Militäradministration zu bekommen. Es wurden nun Klassikerausgaben, Märchenbücher, Jugendliteratur und russische Lyrik herausgegeben. Von einigen Titeln gab es auch Lizenzausgaben im westdeutschen Verlag Jugend und Welt in Hildesheim.
1950 wurde der A. Weichert Verlag nach einer Kontrollinspektion mit Buchdruckerei und Buchbinderei enteignet und unter Treuhandverwaltung gestellt.
1951 wurde bekannt, dass in der Druckerei illegal Bücher für West-Berlin hergestellt wurden. Daraufhin wurde der Verlag 1952 aufgelöst.

### Hannover und West-Berlin 1952–2002
1952 gründete Felix Weichert den A. Weichert Verlag in Hannover neu, mit einer kleinen Zweigniederlassung in West-Berlin. Er übernahm dazu auch den Verlag Jugend und Welt in Hildesheim. Dort erschien nun ausschließlich Jugendliteratur.
Nach mehreren Besitzerwechseln wurde dieser Verlag 2002 aufgelöst.